# Хумка код Варцалове воденице
Хумка код Варцалове воденице је археолошки локалитет који се налази у месту Рума (општина Рума). Период градње је од краја 10. века до друге половине 15. века. Припада категорији споменика културе од великог значаја, који је уписан у централни регистар 1995 године.

## Локација
Археолошко налазиште је констатовано око 2 km од Руме, на потезу Старе кудошке ливаде. У питању је природно узвишење на коме је откривена некропола са гробљанском црквом.
Заштитна ископавања извршена су 1983. године када је изграђен ауто-пут у овој области. Истражена је површина од 500 m².

## Некропола
На налазишту је откривена некропола са остацима локалног становништа словенског етноса. Некропола је била у функцији од краја 10. до друге половине 15. века. Откривено је 236 гробова са 267 индивидуа. Током 10.и 12. века покојници су полагани у сасвим једноставне гробне раке, које су током истраживања тешко уочаване. Каснијем периоду припадају имитације конструкције сандука од римских опека насатично постављених. Покојници су полагани у гробове у правцу запад — исток, са мањим одступањима. Велики број остатака је поремећен услед недостатка трајних надземних обележја места где су сахрањени покојници.
Претпоставља се да је на узвишењу током друге половине 12. века подигнута и гробљанска црква која је оријентисана приближно у правцу југозапад–североисток. Очувани темељи цркве, ширине 8,40 m, зидани су од ломљеног камена и кречног малтера, уз секундарно коришћење римских опека.